# Łąck Wielki
Łąck Wielki (deutsch Lontzig) ist ein kleiner Ort in der polnischen Woiwodschaft Ermland-Masuren und gehört zur Gmina Świętajno (Landgemeinde Schwentainen, 1938 bis 1945 Altkirchen (Ostpr.)) im Powiat Szczycieński (Kreis Ortelsburg).

## Geographische Lage
Łąck Wielki liegt südöstlich des Ratzeburger Sees (polnisch Jezioro Świętajno Łąckie) in der südlichen Mitte der Woiwodschaft Ermland-Masuren, 18 Kilometer östlich der Kreisstadt Szczytno (deutsch Ortelsburg).

## Geschichte
Lontzig – später zur Unterscheidung von Klein Lontzig in der Gemeinde Gellen, etwa 12 Kilometer weiter nördlich gelegen und heute nicht mehr existent, auch Groß Lontzig genannt – wurde im Jahre 1749 gegründet und bestand bis 1945 aus ein paar Höfen und Gehöften. Der Gutsbezirk Lontzig kam 1874 zum  ostpreußischen Amtsbezirk Schwentainen (1938 bis 1945 „Amtsbezirk Altkirchen (Ostpr.)“, polnisch Świętajno) im Kreis Ortelsburg.
Im Jahre 1910 zählte der Gutsbezirk Lontzig 107 Einwohner. Am 30. September 1928 wurde er in die Nachbargemeinde Grünwalde (polnisch Kolonia) eingemeindet.
Aufgrund der Bestimmungen des Versailler Vertrags stimmte die Bevölkerung in den Volksabstimmungen in Ost- und Westpreussen am 11. Juli 1920 über die weitere staatliche Zugehörigkeit zu Ostpreußen (und damit zu Deutschland) oder den Anschluss an Polen ab. In Lontzig stimmten 59 Einwohner für den Verbleib bei Ostpreußen, auf Polen entfielen keine Stimmen.
Mit dem gesamten südlichen Ostpreußen wurde Lontzig 1945 in Kriegsfolge an Polen überstellt. Lontzig erhielt die polnische Namensform „Łąck Wielki“ und ist heute „część wsi Kolonia“ (= „ein Teil des Dorfes Kolonia“) innerhalb der Gmina Świętajno (Landgemeinde Schwentainen, 1938 bis 1945 Altkirchen (Ostpr.)) im Powiat Szczycieński (Kreis Ortelsburg), bis 1998 der Woiwodschaft Olsztyn, seither der Woiwodschaft Ermland-Masuren zugehörig.

## Kirche
Bis 1945 war Lontzig in die evangelische Kirche Schwentainen (Kreis Ortelsburg) in der Kirchenprovinz Ostpreußen der Kirche der Altpreußischen Union sowie in die römisch-katholische Kirche Ortelsburg im Bistum Ermland eingepfarrt. Heute gehört Łąck Wielki evangelischerseits zur Kirche Szczytno in der Diözese Masuren der Evangelisch-Augsburgischen Kirche in Polen, außerdem zur katholischen St.-Andreas-Bobola-Pfarrkirche Świętajno mit der Filialgemeinde in Kolonia im jetzigen Erzbistum Ermland.

## Verkehr
Łąck Wielki liegt an einer Nebenstraße, die von Kolonia (Grünwalde) nach Racibórz (Ratzeburg) am Ostufer des Ratzeburger Sees (polnisch Jezioro Świętajno Łąckie) führt. Kolonia ist auch die nächste Bahnstation und liegt an der Bahnstrecke Olsztyn–Ełk (deutsch Allenstein–Lyck).